# 橘未稀
橘 未稀（たちばな みき、1975年4月17日 - ）は、日本のAV女優、ストリッパー。
東京都出身。1990年代にデビューした。石川 麻矢（いしかわ まや）の芸名でも活動。
公表ボディサイズはT165/B85/W58/H86（AVデビュー時）→T168/B84/W60/H89（2006年・ロック座公式HPより）。

## 略歴
モデル事務所のオーディションに合格し、ヌードモデルとして1994年にデビュー。数多くのメジャー雑誌にグラビアが掲載されたほか、深夜のバラエティ番組にも出演した。
1995年5月には、官能もののVシネマ『人妻玲子 調教の軌跡』（ピンクパイナップル）で女優デビューを果たす。
同年11月には『熱帯夜』（宇宙企画）でAVに転じ、宇宙企画時代の単独作5作はレンタルビデオ業界でトップクラスのレンタル率を記録した。
1997年に入ると、企画系作品への出演が多くなった。またこの頃、「石川麻矢」を名乗り、『義姉の生下着 7』（VINL）で新人と称して再デビューしている。
1998年には橘未稀名義で「インディーズデビュー」と銘打った『宇宙少女・橘未稀』（サクセスソフト）が発売され（実際にはインディーズ出演はこれが初めてではない）、その後1999年にAVから、一旦引退するまで、石川名義と橘名義で並行して活動した。
引退後は1997年に初演した浅草ロック座を拠点に、ストリップの舞台で活動していたが、2002年10月に『Curtain Call』（MOODYZ）でAVに再デビュー。2004年前後には1年余りのブランクがあったものの、2005年より出演を再開した。
2007年3月31日をもってAV女優、ストリッパーともに完全引退を宣言したが、2008年7月より、新作と思しきAVがリリースされ始め、今のところ正式なアナウンスは無い物の、AV女優に復帰したと見られる。

## 作品

### アダルトビデオ（オリジナル作品）
橘未稀 名義
- 熱帯夜 (1995年11月30日、宇宙企画）
- 野生の夜 (1995年12月24日、宇宙企画)
- 楽園中毒 (1996年2月18日、宇宙企画)
- 愛しのグッチョリーナ あやしい女教師の物語 (1996年3月17日、宇宙企画)
- おしめり手帖 4 (1996年4月28日、宇宙企画)…オムニバス
- ラストワルツ (1996年5月17日、宇宙企画)
- ザ・女教師 2 狙われた放課後 (1996年6月26日、シャイ)
- 監禁遊戯 1 (1996年7月31日、シャイ)
- 拘束堕天使 (1996年9月19日、笠倉出版社)
- 悪い女　誘惑セールスレディ (1996年9月30日、デラックスパリス)
- パンストビデオ 2 (1996年10月4日、EROTICA)
- 新・制服スナイパー (1996年10月31日、SODOM)
- 誘惑させて…。 (1997年1月頃、ROYAL QUEEN (エースプロモーション))
- 淫獣ファック (1997年1月頃、MEZZO FORTE (エースプロモーション))
- SUPERおしりコレクション (1997年6月8日、宇宙企画)…オムニバス
- 緊急ナースコール (1997年7月21日、シャッフル)
- 平成ヌレムレ女学院H組 9 (1997年7月22日、チャレンジャー)
- THE H-FILES 1 獲物 / 追跡者 (1997年7月29日、EROTICA)
- 社長秘書 公然セクハラ (1997年9月11日、笠倉出版社)
- 美乳自慢の秘書  (1997年、GOLD RUSH （ネクストイレブンクラブ））
- 挑発ビーナス 5 (1997年、ブーケ)
- 宇宙少女・橘未稀 (1998年7月27日、SUCCESS ENTERTAINMENT (サクセスソフト)
- キャンペーンギャル・蛇縛の罠化粧 (1998年9月11日、蛇縛 (アタッカーズ))
- オフィスレディ社内SEX講座 ショムニの女はええ仕事しまっせ!! (1998年10月24日、ボーダー)
- 女子大生レイプ・美畜病棟 (1998年11月1日、死夜悪 (アタッカーズ))
- 拉致監禁!! 秘書レイプ (1999年4月10日、姦魔 (麒麟堂))
- 小悪魔〜DIABLESSE (1999年9月?、COQUETTE (桃太郎映像出版))
- 秘書秘所裏淫乱物語 美人秘書の私生活 裏ワイセツ痴情 (1999年、La France (大和映像))
- Curtain Call (2002年10月15日、Imperial (MOODYZ))
- EROSTY DOLL (2002年11月15日、Imperial (MOODYZ))
- スパルタ女教師 逆指導 (2003年1月15日、死夜悪 (アタッカーズ))
- 下半身超アップの世界 (2003年3月1日、Imperial (MOODYZ))
- 美人妻 昼下りの情事 (2003年5月1日、Legend (MOODYZ))
- 最高のオナニーのために (2003年6月15日、KILLER (MOODYZ))
- レズキスロマンス 〜戸惑い、芽生え、そして愛〜 (2003年12月1日、Legend (MOODYZ))
- 精神凌辱の宴 The LEVIATHAN in your mind (2003年12月8日、死夜悪 (アタッカーズ))
- 駕篭女(かごめ) 旅館女将の愛と哀 (2005年2月15日、マドンナ)
- 美熟女ソープ天国 (2005年3月11日、charm (ジャパンホームビデオ))
- 女社長7連続中出し輪姦 世界の中心で凌辱を叫ぶ… (2005年4月8日、死夜悪 (アタッカーズ))
- ギリギリ (2005年7月23日、ゴールデンキャンディー)
- 女麻薬捜査官レイプ 堕天使の涙 (2005年8月7日、死夜悪 (アタッカーズ))
- ノーモザイクおまんこ 2 (2005年10月7日、カルマ)
- 拘束椅子トランス (2005年10月19日、ドグマ)
- 不倫ってステキ! 淑女社交ダンス倶楽部 Shall we ファック? (2005年12月25日、マドンナ)
- 極選マダムズ 6 (2006年4月21日、Millionマダムズ)
- S級セレブ男殺し (2006年5月19日、Millionマダムズ)
- 非日常的悶絶遊戯 第五十三章 (2006年6月10日、AVS)
- 女医in…(脅迫スイートルーム) (2006年8月5日、ドリームチケット)
- 清楚系セレブ妻 現金誘惑マニアック調教 (2006年9月19日、クロス)
- S級セレブ男嬲り4時間 (2006年10月27日、Nadeshiko(なでしこ))…オムニバス作品
- BONDAGE2016 荒廃した町に潜むSM世界 (2006年11月7日、アタッカーズ)
- 女医 平沼礼子 メンタルレイプクリニック (2006年12月7日、アタッカーズ)
- SM LIVE SHOW!! 橘未稀 服従調教LIVE! (2007年1月7日、アタッカーズ)
- 電脳調教4 (2007年2月7日、アタッカーズ)
- あのAV女優を酔い潰して無理矢理NGプレイしちゃいました (2007年2月16日、メディアバンク)
- 奴隷島 第八章 黒い屈辱… (2007年3月7日、アタッカーズ)
- アナル奴隷白書 (2007年5月7日、アタッカーズ)
- 夫の目の前で犯されて- 義父との姦計 (2007年7月7日、アタッカーズ)
- 保健室の先生は、優しいロリコン悪戯大好きパイパンマニアな同性愛者 (2008年7月19日、クロス)
- 義理の喪服三姉妹、心のスキマはアソコで埋めて…。 (2008年8月19日、アンナと花子)
- 大量浣腸アヌス奴隷 (2008年10月7日、アタッカーズ)

石川麻矢 名義
- 義姉の生下着 7　（1997年9月30日、VINL）
- 令嬢教師 3　（1997年10月31日、VINL）
- 放課後のおしゃぶり 青春ハレンチ　（1998年1月29日、エイトマン）
- 被虐のレースクイーン II　（1998年3月20日、シネマジック）
- 生徒手錠 1 危ないホームルーム　（1998年10月中旬、マドンナ企画）
- ミニスカ女教師　（1998年11月27日、笠倉出版社）
- ポケまん 16 女教師の逆襲　（1998年12月上旬、マドンナ企画）
- さわやか奥さん　（1998年12月11日、オー・ケイ出版社）
- Elegance 2 家庭教師の誘惑　（1999年4月、ELE （タカラ映像））
- まん毛ッチュ 3 むすめいじり　（1999年8月、Under Lover （マドンナ企画））
- natural hi エピソード2　（発売日不詳、episode）

### アダルトビデオ（主な編集作品）
橘未稀 名義
- 橘未稀DELUXE　（1996年8月、ANGEL）　VHS、宇宙企画作品編集版
- 麗しき女たちの淫らな職業　（1999年5月28日、PINK DRUG）　VHS、『美乳自慢の秘書』部分収録
- 姦魔輪姦・レイプコレクターズエディション 1　（2001年4月7日、姦魔）　DVD、『拉致監禁!! 秘書レイプ』収録
- 宇宙企画Classic 橘未稀　（2003年2月7日、宇宙企画）　DVD、『熱帯夜』『野生の夜』収録
- 橘未稀スペシャル　（2003年9月8日、アタッカーズBEST）　DVD/VHS、『蛇縛の罠化粧』「美畜病棟」「スパルタ女教師」編集版
- 橘未稀BEST　（2004年7月15日、BEST （MOODYZ））　DVD、MOODYZ 6作品編集版
- 宇宙企画Classic　橘未稀 II　（2005年5月20日、宇宙企画）　DVD、『楽園中毒』『愛しのグッチョリーナ』『ラストワルツ』収録
- 橘未稀スペシャル 2　（2006年4月7日、アタッカーズBEST）　DVD、『精神凌辱の宴』『世界の中心で〜』『堕天使の涙』編集版

石川麻矢 名義
- ACTRESS FILE.3　石川麻矢　（2000年2月、MILLENIUM （マドンナ企画）　VHS、『生徒手錠』『ポケまん』「まん毛ッチュ」編集版

### オリジナルビデオ
橘未稀 名義
- 人妻玲子　調教の軌跡　（1995年5月26日、ピンクパイナップル）

## 雑誌
- オレンジ通信 1996年04月号（表紙）

## 出演

### バラエティ
橘未稀 名義
- どんまい!! VARIETYSHOW&SPORTS　（ロバの耳そうじ）　（1994年 - 1995年）